# Oligomyrmex thorali
Oligomyrmex thorali är en myrart som först beskrevs av Théobald 1937.  Oligomyrmex thorali ingår i släktet Oligomyrmex och familjen myror. Inga underarter finns listade i Catalogue of Life.